# Собек, Чипс
Джордж Эдвард «Чипс» Собек (англ. George Edward "Chips" Sobek; 10 февраля 1920 года, Хаммонд, штат Индиана, США — 9 апреля 1990 года, Хаммонд, штат Индиана, США) — американский профессиональный баскетболист, бейсболист и тренер.

## Ранние годы
Чипс Собек родился 10 февраля 1920 года в городке Хаммонд (штат Индиана), учился там же в одноимённой школе, в которой играл за местную баскетбольную команду.

## Студенческая карьера
В 1945 году окончил Университет Нотр-Дам, где в течение четырёх лет играл за команду «Нотр-Дам Файтинг Айриш», в которой провёл успешную карьеру. При Собеке «Файтинг Айриш» ни разу не выигрывали регулярный чемпионат конференции Independent, а также ни разу не выходили в плей-офф студенческого чемпионата США. В 1980 году Чипс Собек был включён в баскетбольный Зал Славы Индианы.

## Профессиональная карьера
Играл на позиции атакующего защитника и лёгкого форварда. В 1945 году Чипс Собек заключил соглашение с командой «Индианаполис Каутскис», выступавшей в Национальной баскетбольной лиге (НБЛ), но сыграл в её составе только одну игру. Позже выступал за команды «Толидо Джипс» (НБЛ), «Хэммонд Кэлумет Бакканирс» (НБЛ) и «Шебойган Рэд Скинс» (Национальная баскетбольная ассоциация|НБА). Всего в НБЛ провёл 4 неполных сезона, а в НБА — 1 сезон. Всего за карьеру в НБЛ Чипс сыграл 148 игр, в которых набрал 1434 очка (в среднем 9,7 за игру). Всего за карьеру в НБА Собек сыграл 60 игр, в которых набрал 346 очков (в среднем 5,8 за игру) и сделал 95 передач. Помимо этого Собек в составе «Каутскис» и «Джипс» три раза участвовал во Всемирном профессиональном баскетбольном турнире, став его серебряным призёром в 1947 году. Кроме баскетбола Чипс Собек играл в бейсбол, выступая в низших лигах.

## Тренерская карьера
В сезоне 1948/1949 годов в качестве игрока «Хэммонд Кэлумет Бакканирс» (57 игр) Собек был играющим тренером команды, проведя на этом посту 62 матча, имея отрицательный баланс побед и поражений (21—41). Несмотря на это, его клуб вышел в плей-офф турнира, где без шансов уступил «Сиракьюс Нэшнлз» (0—2). По окончании сезона НБЛ объединилась с БАА в НБА, команда «Хэммонд Кэлумет Бакканирс» была расформирована, а Собек перешёл в клуб «Шебойган Рэд Скинс». Позднее Чипс Собек работал скаутом в бейсбольных командах «Чикаго Уайт Сокс» и «Сан-Франциско Джайентс».

## Семья и смерть
Его жену звали Энджес, которая родила ему семь дочерей (Барбару, Салли, Нэнси, Мэри, Кэй, Линду и Коллин) и одного сына (Джорджа). Кроме того у него было четыре брата, сестра и тринадцать внуков. Чипс Собек умер в понедельник, 9 апреля 1990 года, на 71-м году жизни в городе Хэммонд (штат Индиана).

## Статистика

### Статистика в НБА
| Сезон                                                                                    | Команда            | Регулярный сезон | Регулярный сезон | Регулярный сезон | Регулярный сезон | Регулярный сезон | Регулярный сезон | Регулярный сезон | Регулярный сезон | Регулярный сезон | Регулярный сезон | Регулярный сезон | Серия плей-офф | Серия плей-офф | Серия плей-офф | Серия плей-офф | Серия плей-офф | Серия плей-офф | Серия плей-офф | Серия плей-офф | Серия плей-офф | Серия плей-офф | Серия плей-офф |
| Сезон                                                                                    | Команда            | GP               | GS               | MPG              | FG%              | 3P%              | FT%              | RPG              | APG              | SPG              | BPG              | PPG              | GP             | GS             | MPG            | FG%            | 3P%            | FT%            | RPG            | APG            | SPG            | BPG            | PPG            |
| ---------------------------------------------------------------------------------------- | ------------------ | ---------------- | ---------------- | ---------------- | ---------------- | ---------------- | ---------------- | ---------------- | ---------------- | ---------------- | ---------------- | ---------------- | -------------- | -------------- | -------------- | -------------- | -------------- | -------------- | -------------- | -------------- | -------------- | -------------- | -------------- |
| 1949/50                                                                                  | Шебойган Рэд Скинс | 60               |                  |                  | 37,8             |                  | 76,1             |                  | 1,6              |                  |                  | 5,8              | 3              |                |                | 50,0           |                | 75,0           |                | 1,0            |                |                | 10,7           |
|                                                                                          | Всего              | 60               |                  |                  | 37,8             |                  | 76,1             |                  | 1,6              |                  |                  | 5,8              | 3              |                |                | 50,0           |                | 75,0           |                | 1,0            |                |                | 10,7           |
| Наведите курсор мыши на аббревиатуры в заголовке таблицы, чтобы прочесть их расшифровку. |                    |                  |                  |                  |                  |                  |                  |                  |                  |                  |                  |                  |                |                |                |                |                |                |                |                |                |                |                |